# Espagne au Concours Eurovision de la chanson 2020
L'Espagne était l'un des quarante et un pays participants prévus du Concours Eurovision de la chanson 2020, qui aurait dû se dérouler à Rotterdam aux Pays-Bas. Le pays aurait été représenté par le chanteur Blas Cantó et sa chanson Universo, sélectionnés en interne par le diffuseur espagnol RTVE. L'édition est finalement annulée en raison de la pandémie de Covid-19.

## Sélection
Le diffuseur espagnol RTVE confirme sa participation le 4 juin 2019. Le pays a confirmé le 19 septembre 2019 qu'il sélectionnerait son artiste en interne pour la première fois depuis 2015.
Finalement, le diffuseur annonce le 5 octobre 2019 avoir sélectionné Blas Cantó en tant que représentant du pays pour l'Eurovision 2020. Sa chanson, intitulée Universo, est présentée le 30 janvier 2020.

## À l'Eurovision
En tant que membre du Big Five l'Espagne aurait été qualifiée d'office pour la finale du 16 mai 2020.
Le 18 mars 2020, l'annulation du Concours en raison de la pandémie de Covid-19 est annoncée.